# Bouloire
Bouloire ist eine französische Gemeinde mit 2.121 Einwohnern (Stand: 1. Januar 2022) im Département Sarthe in der Region Pays de la Loire. Sie gehört zum Arrondissement Mamers und zum Kanton Saint-Calais (bis 2015: Kanton Bouloire). Die Einwohner werden Bilurien genannt.

## Geographie
Bouloire liegt etwa 26 Kilometer ostsüdöstlich von Le Mans am kleinen Fluss Maunon. Umgeben wird Bouloire von den Nachbargemeinden Le Breil-sur-Mérize im Norden und Nordwesten, Saint-Michel-de-Chavaignes im Norden und Nordosten, Coudrecieux im Osten, Écorpain im Südosten, Maisoncelles im Süden, Val-de-la-Hune im Süden und Südwesten sowie Surfonds im Westen.
Durch die Gemeinde führt die frühere Route nationale 157 (heutige D357).

## Bevölkerungsentwicklung
| Jahr      | 1962  | 1968 | 1975 | 1982 | 1990 | 1999 | 2006 | 2012 |
| Einwohner | 1660° | 1532 | 1433 | 1594 | 1829 | 1883 | 1989 | 2081 |

## Sehenswürdigkeiten
- Kirche Saint-Georges aus dem 12. Jahrhundert, umgebaut im 17. Jahrhundert
- Kapelle Saint-Sébastien, vor 1680 errichtet, um 1850 umgebaut
- Schloss aus dem 15. und 16. Jahrhundert